# Federazione pallavolistica della Repubblica Democratica del Congo
La Federazione congolese di pallavolo (fra. Fédération de Volley-Ball du Congo, FeVoCo) è un'organizzazione fondata per governare la pratica della pallavolo nella Repubblica Democratica del Congo.
Organizza il campionato maschile e femminile, e pone sotto la propria egida la nazionale maschile e femminile.
Ha aderito alla FIVB nel 1964.